# C/2012 S1 (ISON)
C/2012 S1 (ISON) je blizusončev komet, ki sta ga 21. septembra 2012 odkrila ruska astronoma Vitalij Nevski in Artjom Novičonok. Komet izhaja iz območja Oortovega oblaka in ima parabolično tirnico. Astronomi ugotavljajo, da je njegova orbita neverjetno podobna orbiti velikega kometa iz leta 1680, kar nakazuje na veliko možnost, da imata isti izvor.
Komet se bo 1. oktobra 2013 približal Marsu, 28. novembra 2013 bo v periheliju, 26. decembra pa se bo najbolj približal Zemlji.

## Vidljivost
Predvidevajo, da bo ISON konec leta 2013 vidljiv s prostim očesom ali manjšim teleskopom. V najugodnejšem položaju za opazovanje bo komet po prehodu skozi perihelij, ko se bo nekoliko oddaljil od Sonca. V tem času bo opazovanje kometa mogoče iz obeh Zemljinih polobel. Natančen sijaj kometa ISON je zelo težko napovedati, po nekaterih zgodnjih ocenah pa naj bi postal za opazovalce z Zemlje celo svetlejši od Lune. Kasneje so napoved navideznega sija popravili na največ -6, kar je primerljivo z navideznim sijem Venere.